# همایون (بازیگر)
محمدعلی تبریزیان، با نام هنری همایون (۱۵ اردیبهشت ۱۳۱۶– ۲۷ تیر ۱۴۰۴)، بازیگر ایرانی بود.

## زندگی
محمدعلی تبریزیان، با نام هنری «همایون»، بازیگری در سینما را از سال ۱۳۳۸ آغاز کرد. همسرش مهرانگیز فرحزادی (خالهٔ لیلا فروهر) و پدر امید تبریزیان (بازیگر) است. او باجناق جهانگیر فروهر، بازیگر سینما و تلویزیون بود. وی کار خود را با فیلم داماد میلیونر و بی‌ستاره‌ها در سال ۱۳۳۸ آغاز کرد.
او در فیلم‌های زیادی از جمله سلطان قلب‌ها، دروازه تقدیر، خروس جنگی، چرخ بازیگر، لیلی و مجنون، سرنوشت و ایمان با لیلا فروهر هم‌بازی بود. 

## درگذشت
همایون در ۸۸ سالگی در جمعه ۲۷ تیر ۱۴۰۴ به خاطر کهولت سن در منزلش در تهران درگذشت. پیکرش در یکشنبه ۲۹ تیر ۱۴۰۴ در قطعه هنرمندان بهشت زهرای تهران به خاک سپرده شد.

## فیلم‌ها
فیلم‌هایی که در آن همایون بازی کرده عبارتند از:
- زن و زمین/خوش‌غیرت (۱۳۵۷)
- جانی و تپل (۱۳۵۶)
- پاکباخته (۱۳۵۵)
- مردی در آتش (۱۳۵۵)
- بابا خالدار (۱۳۵۴)
- خانه‌خراب (۱۳۵۴)
- شاهرگ (۱۳۵۴)
- آقای جاهل (۱۳۵۲)
- خیالاتی (۱۳۵۲)
- دل خودش می‌خواد (۱۳۵۲)
- شورش (۱۳۵۲)
- فرزند شمشیر (۱۳۵۲)
- اسیر (۱۳۵۱)
- تپلی (۱۳۵۱)
- مرغ تخم‌طلا (۱۳۵۱)
- بابا شمل (۱۳۵۰)
- دختر فراری (۱۳۵۰)
- شوفر خوشگله (۱۳۵۰)
- حادثه‌جویان (۱۳۴۹)
- علی بی‌غم (۱۳۴۹)
- قوز بالا قوز (۱۳۴۹)
- مأمور ما، سلیم (۱۳۴۹)
- لیلی و مجنون (فیلم ۱۳۴۹)
- یاقوت سه‌چشم (۱۳۴۹)
- جیب‌بر خوشگله (۱۳۴۸)
- دنیای آبی (۱۳۴۸)
- کاسب‌های محل (۱۳۴۸)
- مالک دوزخ (۱۳۴۸)
- پلی به‌سوی بهشت (۱۳۴۷)
- چرخ بازیگر (۱۳۴۷)
- خشم کولی (۱۳۴۷)
- دنیای پوشالی (۱۳۴۷)
- ستارهٔ هفت آسمان (۱۳۴۷)
- سلطان قلب‌ها (۱۳۴۷)
- عشق قارون (۱۳۴۷)
- مرد حنجره‌طلایی (۱۳۴۷)
- مردانه بکُش (۱۳۴۷)
- ایمان (۱۳۴۶)
- دروازهٔ تقدیر (۱۳۴۶)
- زن‌ها و شوهرها (۱۳۴۶)
- سرنوشت (۱۳۴۶)
- گوهر شب‌چراغ (۱۳۴۶)
- مأمور ۰۰۰۸ (۱۳۴۶)
- مرد بی‌ستاره (۱۳۴۶)
- نسیم عیار (۱۳۴۶)
- هارون و قارون (۱۳۴۶)
- امروز و فردا (۱۳۴۵)
- پروفسور نخاله (۱۳۴۵)
- حاتم طائی (۱۳۴۵)
- داماد فراری (۱۳۴۵)
- شمسی پهلوان (۱۳۴۵)
- فیل و فنجان (۱۳۴۵)
- قفس طلایی (۱۳۴۵)
- قهرمان دهکده (۱۳۴۵)
- گدایان تهران (۱۳۴۵)
- گنجینهٔ سلیمان (۱۳۴۵)
- یک قدم تا بهشت (۱۳۴۵)
- خروس جنگی (۱۳۴۴)
- خوشگل خوشگلا (۱۳۴۴)
- داغ ننگ (۱۳۴۴)
- زشت و زیبا (۱۳۴۴)
- سرسام (۱۳۴۴)
- شیرمرد (۱۳۴۴)
- شیطون بلا (۱۳۴۴)
- مرخصی اجباری (۱۳۴۴)
- بن‌بست (۱۳۴۳)
- سه تفنگدار (۱۳۴۳)
- وسوسه (۱۳۴۳)
- آقای هفت‌رنگ (۱۳۴۲)
- جدال در مهتاب (۱۳۴۲)
- نابغهٔ هفت‌ماهه (۱۳۴۲)
- دخترها این‌طور دوست دارند (۱۳۴۱)
- زن دشمن خطرناکی‌ست (۱۳۴۱)
- طلای سفید (۱۳۴۱)
- قربون خودم (۱۳۴۱)
- گرگ‌های گرسنه (۱۳۴۱)
- نصیب و قسمت (۱۳۴۱)
- آس‌وپاس (۱۳۴۰)
- آهنگ دهکده (۱۳۴۰)
- بیوه‌های خندان (۱۳۴۰)
- پستچی (۱۳۴۰)
- خانم عوضی گرفتین (۱۳۴۰)
- خروس بی‌محل (۱۳۴۰)
- دام عشق (۱۳۴۰)
- دختران حوا (۱۳۴۰)
- دختری فریاد می‌کشد (۱۳۴۰)
- صد کیلو داماد (۱۳۴۰)
- علی واکسی (۱۳۴۰)
- گُلی در شوره‌زار (۱۳۴۰)
- مرغابی سرخ‌کرده (۱۳۴۰)
- آخرین هوس (۱۳۳۹)
- آینه تاکسی (۱۳۳۹)
- اول هیکل (۱۳۳۹)
- عروسک پشت پرده (۱۳۳۹)
- کی به کیه؟ (۱۳۳۹)
- از پاریس برگشته (۱۳۳۸)
- بی‌ستاره‌ها (۱۳۳۸)
- داماد میلیونر (۱۳۳۸)